# Porto Petro

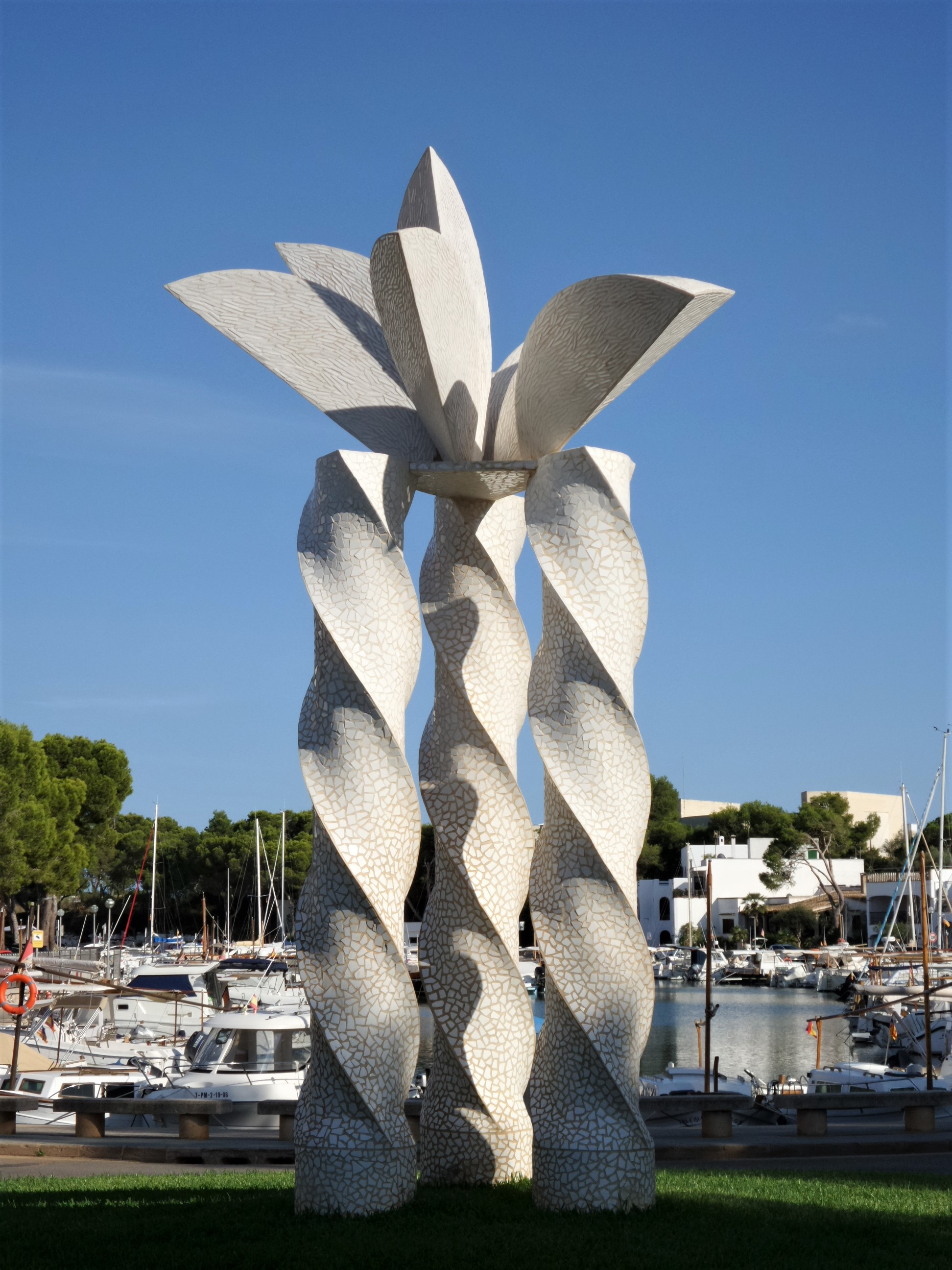
Las Palmeras, escultura situada en el centro de Porto Petro y realizada por Lin Utzon, hija de Jorn Utzon.

Porto Petro (a veces escrito Portopetro) es una localidad y pedanía española perteneciente al municipio de Santañí, en la parte suroriental de Mallorca, comunidad autónoma de las Islas Baleares. En plena costa mediterránea, cerca de esta localidad se encuentran los núcleos de Cala d'Or, Cala Ferrera, Cala Serena, Alquería Blanca y Calonge.
Porto Petro está en una bahía natural con varias calas, dos de ellas de arena: caló de sa Torre y caló dets Homos Morts. También hay un puerto pesquero y un club náutico privado. Junto al pueblo se ubica el parque natural de Mondragón, que incluye las playas de cala Mondragón (o sa Font de n'Alis), s'Amarador y el caló d'es Burgit. También cabe destacar la playa de cala Barca (o cala Barca Trencada).
En esta localidad residió durante años el arquitecto danés Jørn Utzon, artífice de la Ópera de Sídney que desde 2007 está inscrita como Patrimonio de la Humanidad por la UNESCO.

## Toponimia
El topónimo Porto Petro o Portopetro se encuentra datado en documentos de 1281 y 1298 al definir los límites de ciertas fincas que lindaban con el camino que iba a Porto Petro desde Santañí. Figura igualmente su nombre en los portulanos medievales.
Por lo transcrito, puede deducirse que este topónimo es anterior a la conquista del Rey Jaime I.

## Historia
La historia del cronista Juan Binimelis agrega que en su tiempo había una torre de vigilancia dañada hasta los cimientos y resaltaba la necesidad de reedificarla «para defensa del puerto» y evitar el abastecimiento de agua de los corsarios de dos fuentes abundantes que había cerca de la rada. Una de éstas debía ser el Pou de sa Platja y la otra, tal vez, el Pou de Son Durí.
En 1584 se determinó la construcción de once torres para la defensa de Mallorca. No obstante, no se construyó de inmediato, pues en 1607 se insistía sobre la urgencia de su erección con una carta de los Jurados al rey, debido al saqueo de una nave francesa por parte de piratas ingleses.
En 1616 se construyó la torre o castillo, que tuvo sus guardias y su gobernador, hoy en estado de extrema postración. Porto Petro era la parte litoral del predio Sa Punta, subdividida en Sa Punta de sa Torre, Sa Punta Mitjana y Sa Punta Grossa, que, a lo largo de seis siglos, fue de los Aries, Llaneras, Danús, clero de San Nicolás de Palma y los Rigos de Santañí, sufriendo diferentes parcelaciones y traspasos.

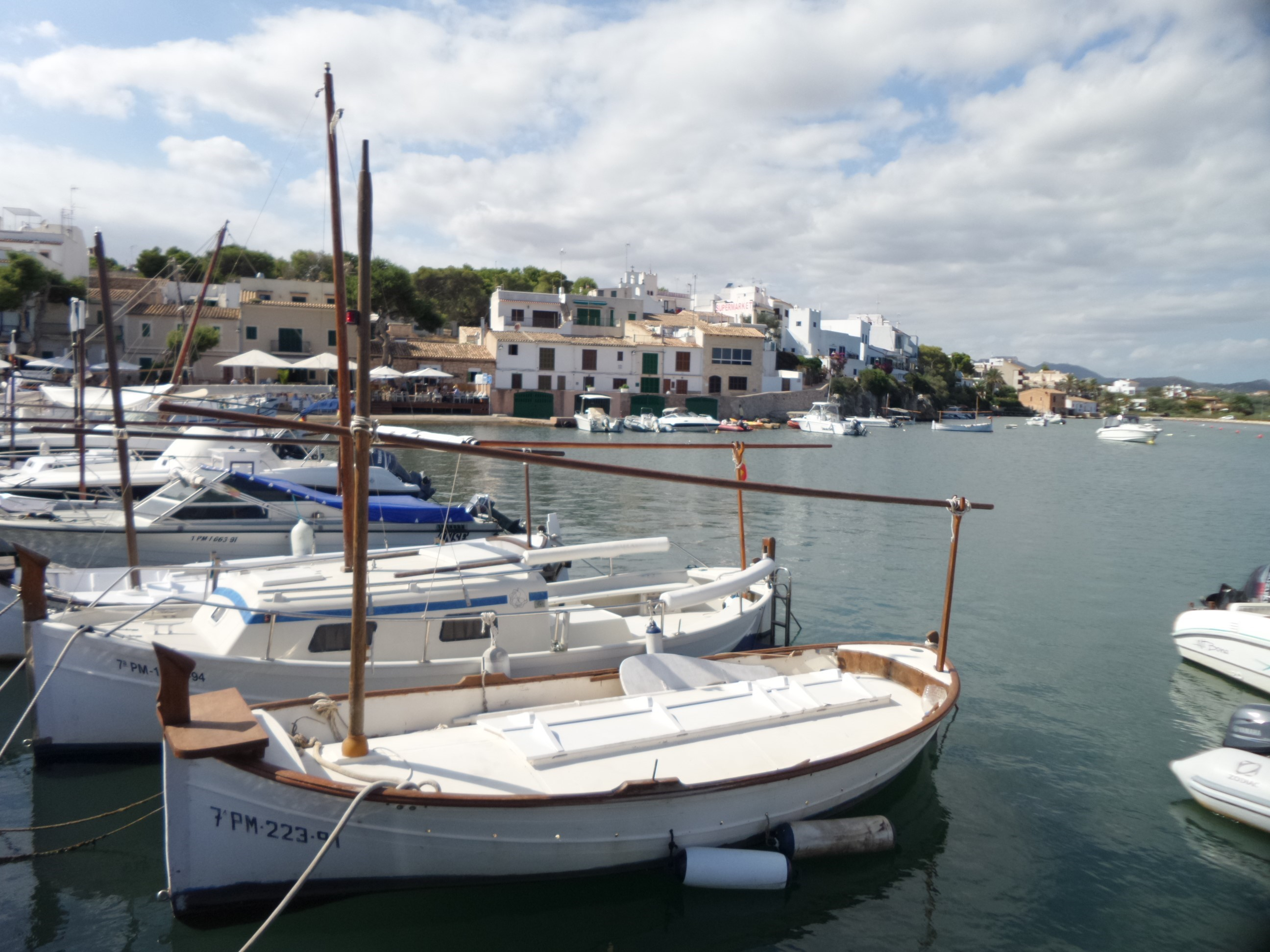
Vista del puerto de Porto Petro.

Aunque existen documentos de que en Porto Petro había un pequeño movimiento de embarque y desembarque, la mayoría de embarcaciones iban a este puerto de arribada, debido al mal tiempo.
A principios del siglo XX, el señor Sabastián Pons y su hermana de la Punta Mitjana - que después fue del viejo político de Santañí Juan Verger Tomás, y hoy es de sus herederos, Juan y Francisca - parcelaron y vendieron buen número de solares a diversos vecinos de Alquería Blanca, Cas Concos y de Felanich, con lo que se formó el primitivo núcleo de población a lo largo de la costa, desde el caló d'es Moix tirando hacia Sa Platja. Los de Can Martina abrieron sus cafés: los de Tomán y Miguel; hubo algunos años escuela nacional, y, por San Juan, fiesta patronal. Sus circunstanciales moradores tenían bote para pescar; pero nunca ha sido Porto Petro puerto de muchos marineros. Hubo una barca de bou, la San Rafael de apodo llamada Sa pixadora.
Durante la dictadura de Primo de Rivera, el ayuntamiento de Santañí para realizar sus obras escolares, vendió las comunes de Sa Punta de sa Torre que iban desde el caló d'es Burgit hasta el caló dets Homos Morts, que ahora empieza a llamarse ses Sirenes. Las compró Don Lucas Oliver Cordella y, allá por los años 50, sus herederos las vendieron a Falconer y Fiol, que planearon una urbanización llamada Colonia del Silencio, debido al numen de Díaz Falcón.
El 27 de mayo de 1954 se colocó la primera piedra de la actual iglesia.

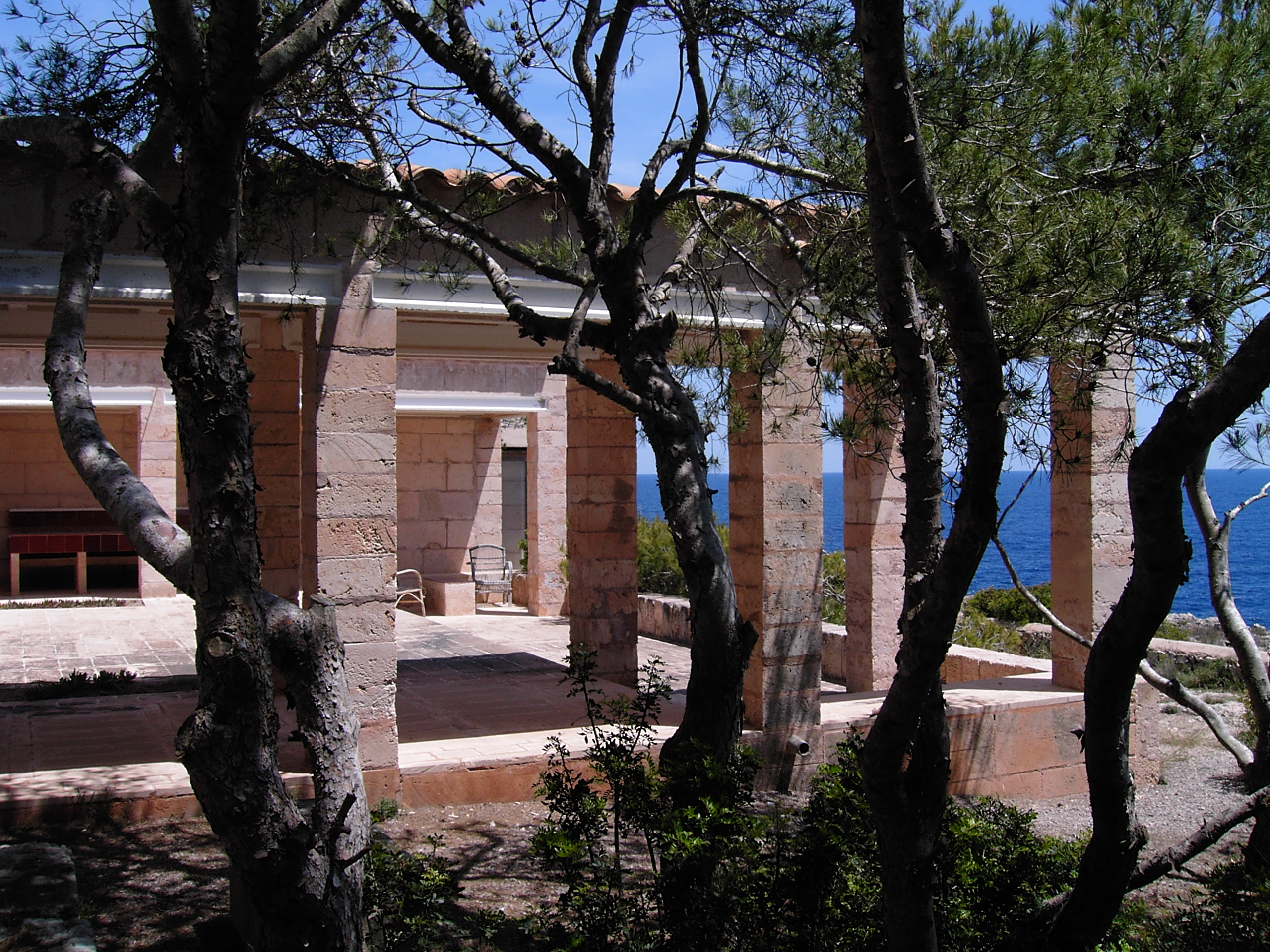
Can Lis (1972), la casa del arquitecto Jorn Utzon en Porto Petro.

En Porto Petro se encuentra la vivienda que el arquitecto danés Jørn Utzon se construyó en 1972 tras abandonar su obra más aclamada, la Ópera de Sídney. Nada más establecerse en Mallorca junto a su esposa y sus tres hijos, se hizo con un terreno en s'Horta en el que al principio no pudo construir por no obtener los permisos. Por eso cambió de localización y, sobre un acantilado no muy lejos del centro de Porto Petro, levantó su residencia que llamaría Can Lis. Está considerada como una de las casas más relevantes del siglo XX, y la componen cuatro pabellones. En 2013 fue declarada Bien de Interés Cultural (BIC) con categoría de monumento por el Consejo Insular de Mallorca.

## Demografía
Según el Instituto Nacional de Estadística de España, en el año 2019 Porto Petro contaba con 671 habitantes censados, lo que representa el 5,48% de la población total del municipio.

### Evolución de la población
| Gráfica de evolución demográfica de Porto Petro entre 2009 y 2019 |
|                                                                   |
| Datos según el nomenclátor publicado por el INE.                  |

## Comunicaciones

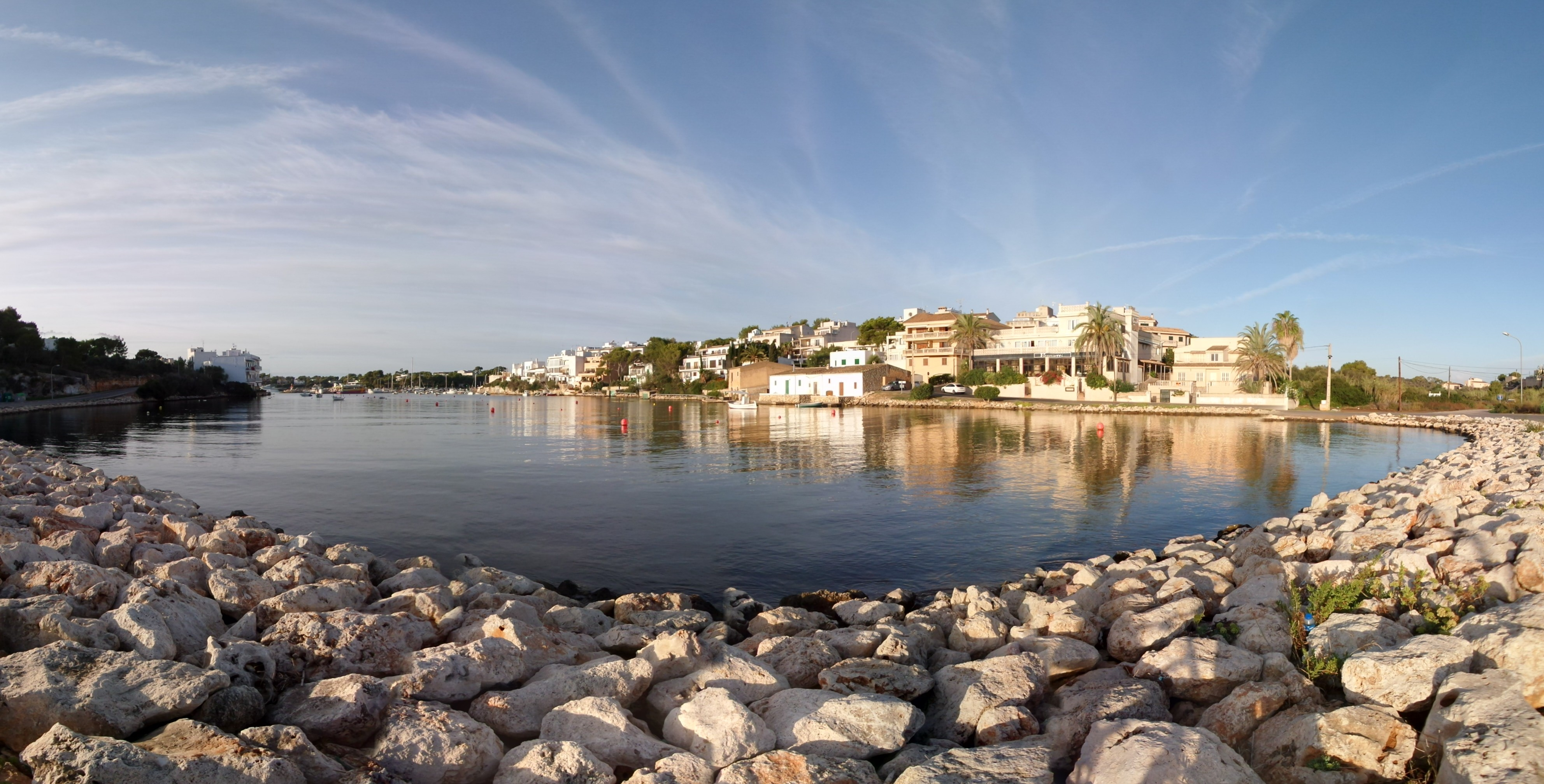
Vista de Porto Petro desde la curva de la carretera de Cala d'Or.

### Carreteras
La principal vía de comunicación que transcurre por esta localidad es:
| Identificador | Denominación           | Itinerario                      |
| ------------- | ---------------------- | ------------------------------- |
| Ma-19         | De Palma a Porto Petro | Palma de Mallorca - Porto Petro |

Algunas distancias entre Porto Petro y otras ciudades:
| Ciudades          | Distancia (km) |
| ----------------- | -------------- |
| Santañí           | 9              |
| Manacor           | 30             |
| Palma de Mallorca | 60             |

## Portopetreros célebres
- Jørn Utzon (1918-2008), arquitecto de la Ópera de Sídney.